# Renaissance (parti politique monégasque)
Pour les articles homonymes, voir Renaissance (homonymie).
Renaissance est un parti politique monégasque défendant les intérêts des employés de la Société des bains de mer de Monaco (SBM).

## Historique
Renaissance est créée fin septembre 2012, par des croupiers de jeux américains et européens. Fondée par des employés de la SBM, elle est « apolitique » et souhaite remporter un siège aux élections législatives monégasques de février 2013 et attirer l'attention sur les intérêts de la SBM et de ses employés. 
Cette liste « formée uniquement de croupiers » de la SBM obtient un siège au Conseil national à l'issue des élections nationales monégasques de 2013,. Éric Elena est élu conseiller national.
En 2017, le parti dépose une loi de dépénalisation de l'avortement. La même année, en prévision des élections nationales monégasques de 2018, le parti Renaissance se joint à l'Union monégasque, menée par Jean-Louis Grinda.

## Élections nationales
| Année | %     | Sièges |
| ----- | ----- | ------ |
| 2013  | 10,67 | 1 / 24 |